# تفجير مدرسة كابل سبتمبر 2022
في 30 سبتمبر 2022، فجر انتحاري نفسه في مركز كاج التعليمي في كابل، أفغانستان. مما أسفر عن مقتل ما لا يقل عن 25 شخص وإصابة 36 آخرين  وأفاد شهود عيان بأن معظم الضحايا من طالبات المركز التعليمي.